# معراج (طائرة بدون طيار)
طائرة معراج المسيرة: (بالإنجليزية: Meraj UAV)‏ هي منتج تم تصميمه وبناؤه في مركز أبحاث الطائرات بدون طيار التابع لمنظمة جهاد الاكتفاء الذاتي للحرس الثوري الإيراني. فهي طائرة تكتيكية بدون طيار إيرانية الصنع. تحلق على إرتفاع 12000 قدم، ويتجاوز مداها 1000 كيلومتر، ومدة طيرانها تزيد عن 10 ساعات. ومزودة بكاميرا استطلاع لمهام الاستطلاع، خاصةً لمراقبة الحدود والقتال مع الجماعات المسلحة، والتي لديها القدرة على حمل ما يصل إلى 5 كيلوغرامات من البضائع. وبالنظر إلى الإحتياجات العملياتية للقوات البرية للحرس الثوري الإيراني في الجغرافيا الشاسعة الخاصة بجمهورية إيران، فإن هذا يجعل من المسيرة معراج طائرة بدون طيار تكتيكية مناسبة لمهام الاستطلاع لهذه القوة، خاصةً لمراقبة الحدود والقتال مع الجماعات المسلحة. فهي تُستَخدَم بشكل أساس من قِبَل القوات البرية التابعة للحرس الثوري الإيراني. وتُعَد "معراج" طائرة استطلاع دون طيار تَستَخدِم تقنية كاميرا المصعد. ولا تحتاج إلى مدرج للهبوط والإقلاع ويمكن تشغيلها في أي مكان. تساعد هذه الميزة القوات البرية للحرس الثوري الإيراني على تنفيذ مهامها بشكل جيد في الجغرافيا الشاسعة لإيران.

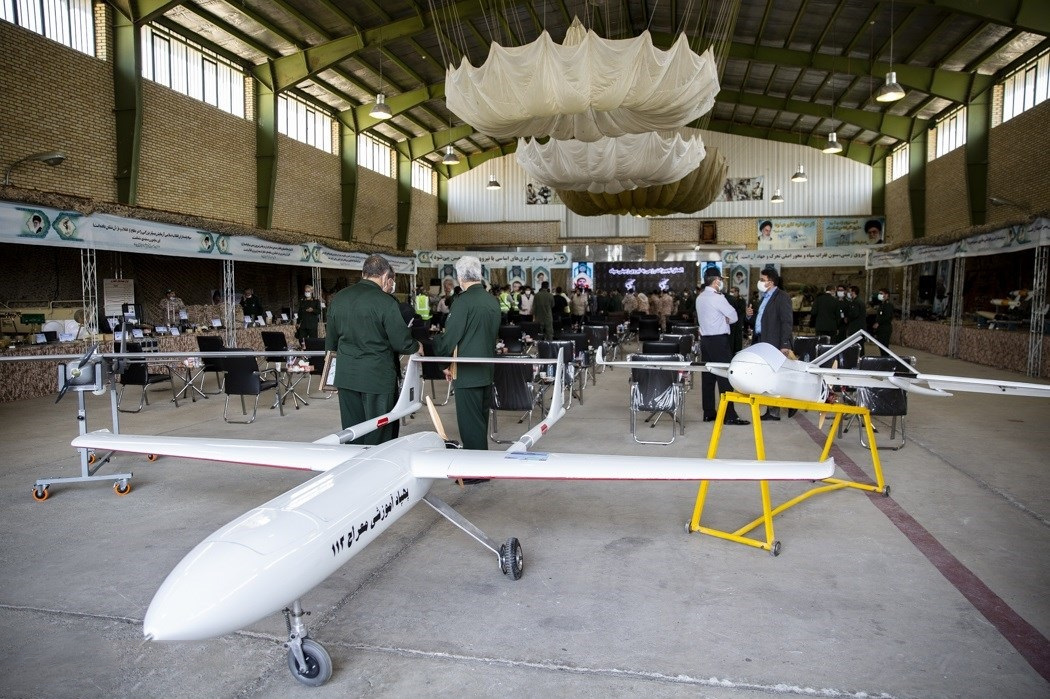
عرض طائرة معراج الاستطلاعية في معرض أسلحة الحرس الثوري الإيراني

## نبذة عن الطائرة
عرضت جمهورية إيران ولأول مرة طائرتها التكتيكية المسيرة معراج، في 10 سبتمبر/ أيلول 2019م وذلك خلال استعراض عسكري في العاصمة الإيرانية طهران. ومنذ ذلك الحين لم ترد أي أخبار أو معلومات عن هذه الطائرة بدون طيار. بعد ذلك أعلن العقيد الإيراني أكبر كريملو، في حديث مع مراسل وكالة تسنيم الدولية للأنباء، عن الإختبار الناجح لهذه الطائرة بدون طيار والقضاء على عيوبها الطفيفة. اما في عام 2020م، أعلن الحرس الثوري الإيراني عن إستعداد طائرة مسيرة جديدة من صناعته وإنتاجه لدخول الخدمة. حيث أنها اجتازت مرحلة الإختبارات بنجاح وأنها على إستعداد لدخول الخدمة.

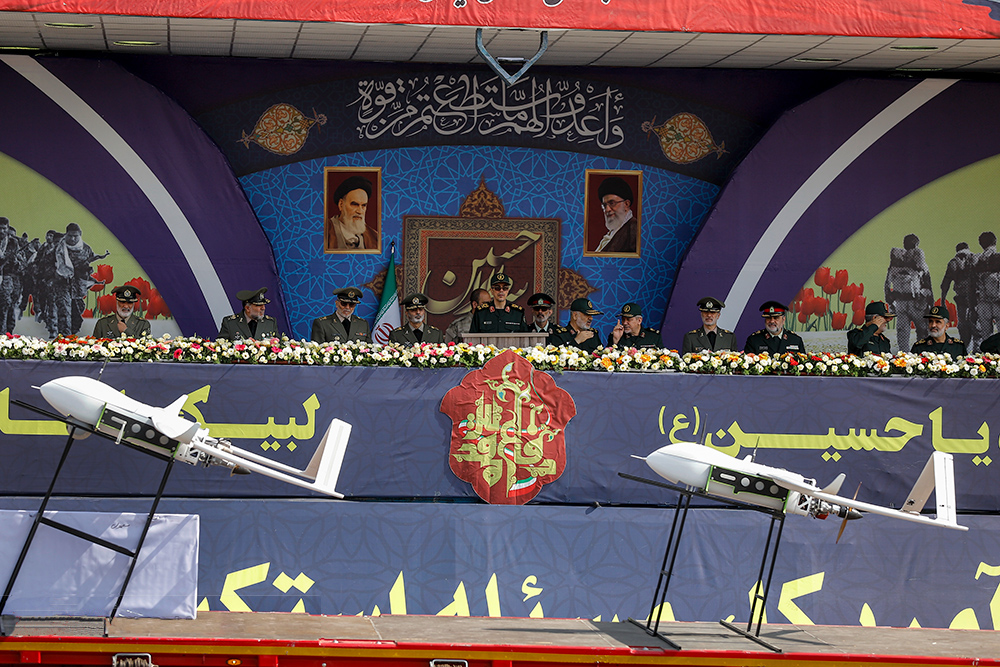
عرض طائرة معراج الاستطلاعية خلال موكب الدفاع المقدس الإيراني لعام 2019م، الذي أقيم جنوب العاصمة الإيرانية طهران

## الإعلان الرسمي عن الطائرة
أعلنت جمهورية إيران وبشكل رسمي في عام 2020م، ومن خلال الحرس الثوري الإيراني عن طائرة بدون طيار تابعة للقوات البرية للحرس الثوري، والتي تم الكشف عنها بحضور القائد العام للحرس الثوري اللواء حسين سلامي وقائد القوة البرية للحرس الثوري الإيراني سردار باكبور في مركز أبحاث الطائرات بدون طيار التابع لمنظمة جهاد الاكتفاء الذاتي للحرس الثوري. وهي المنظمة التي أخذت على عاتقها بناء وتصميم وإنتاج هذه الطائرة الإستطلاعية ليتم إضافتها إلى ترسانة الحرس الثوري العسكرية.

## مواصفات الطائرة
تُعَد المسيرة الإيرانية معراج سلاحاً ذو مواصفات عالية، وتلبي إحتياجات القوات البرية الموجودة على الأرض. حيث يمكن لهذه الطائرة المسيرة أن تطير بسرعة 140 كيلومتر في الساعة، على إرتفاع 12000 قدم لمسافة 1000 كيلومتر. ويمكنها حمل حمولة بوزن 5 كلغ كما ويمكنها القيام بمهام مختلفة بخزان الوقود الخاص بها والذي تبلغ سعته التخزينية 10 لترات. يبلغ وزن هذه الطائرة بدون طيار 35 كجم، والتي تصل إلى 33 كجم عند إقلاعها. ويقدر مدى إرتباط إرسال واستقبال البيانات لهذه الطائرة بدون طيار بحوالي 150 كيلومتر.

## مهمة الطائرة
تُعَد طائرة Meraj التابعة للقوات البرية للحرس الثوري الإيراني واحدة من أهم إنجازات الحرس الثوري الإيراني. تتمثل المهمة الرئيسية لهذه الطائرة بدون طيار في تحديد مناطق العمليات وتوفير عمق استراتيجي للقوات الموجودة في ساحة المعركة.

## إطلاق وهبوط الطائرة
إن طريقة إستعادة هذه الطائرة المسيرة هي من نوع الهبوط على بطن الطائرة، ولهذا السبب تَستَخدِم كاميرا مصعد قابلة للسحب في الجسم، مما يجعلها غير متضررة أثناء الهبوط. ويتم تثبيت Meraj على سيارة فان للإقلاع من الأرض، وفي نفس الوقت يتم تشغيل محرك الطائرة بدون طيار. بعد أن تصل السيارة إلى السرعة المطلوبة ويحصل محرك الطائرة بدون طيار على القوة الكافية للإقلاع من الأرض، تنفصل الطائرة عن السيارة وتطير. يمنح إستخدام هذا النوع من قاذفات الطائرات بدون طيار القدرة على الطيران بدون مدرج خاص للهبوط والإقلاع، ويمكنها الطيران فوق أي طريق، أو طريق سريع ذي سطح أملس.

## نماذج طائرة معراج
معراج 532: هي مسيرة إيرانية حديثة من فئة الطائرات الانتحارية بمحرك مكبسي. تم الإعلان الرسمي عنها في أبريل/ نيسان 2023م. إن طائرة معراج 532 من دون طيار، قادرة على التحليق على إرتفاع 12 ألف قدم، لمدة 3 ساعات متواصلة، وبمدى يبلغ 450 كيلومتر. إن هذه الطائرة يمكنها إصابة الأهداف بدقة عالية برأس حربي يبلغ وزنه 50 كيلوجراماً.
 تقلع هذه المسيرة من قاعدة مثبتة على سطح شاحنة صغيرة. وتتميز بسهولة التركيب على قاعدة الإنطلاق في وقت قصير، كما أن هيكلها سهل التركيب والتجميع، مما يزيد من سرعة تحضيرها من قبل المُستَخدِم، ويسهل التفاعل والاستخدام. على غرار الطائرات المسيرة التي تُستَخدَم للقيام بمهام عسكرية خاصة، تتميز طائرة معراج 532 بقدرتها على القيام بمهام قتالية أحادية الإتجاه في حالات الطوارئ، كما أن هيكلها ورأسها المتفجر مصممان ليناسب المهام الموكلة إليها. تم الكشف عن (معراج 532) من قبل القوات البرية في الحرس الثوري الإيراني، في التاسع من أبريل/ نيسان 2023م. وبث الحرس الثوري مقطعاً مصوراً يظهر الطائرة من دون طيار وهي تقلع من قاعدة مثبتة على سطح شاحنة صغيرة، مؤكداً قصفها الأهداف بدقة عالية. وأكد العميد علي كوهستاني، مسؤول "منظمة الأبحاث وجهاد الإكتفاء الذاتي" في القوة البرية بالحرس الثوري، اجتياز المسيرة الإنتحارية الجديدة جميع الاختبارات بنجاح، مبيناً أنها إيرانية الصنع بالكامل، وأن جميع مراحل التصميم والإنتاج تمت بسواعد خبراء القوات البرية في الحرس الثوري.
معراج 521: واصل الحرس الثوري الإيراني، تطوير الأجيال الأولى من طائرات معراج الإنتحارية حتى كشف في أكتوبر 2022م عن طائرة معراج 521 التي تشبه إلى حدٍ بعيد المسيرة الأمريكية سويتشبليد من حيث المظهر والأداء، ولها 4 أجنحة قابلة للطي. تتميز طائرات معراج 521 بمواصفات وقدرات عسكرية جيدة. حيث يبلغ مداها 5 كيلومترات. ووقت طيرانها 15 دقيقة. اما إرتفاع الرحلة فيبلغ حوالي 150 متر. ومزودة بثلاثة أنواع مختلفة من الرؤوس الحربية المتفجرة وهي 500 و 700 و 1000 جرام. تتصف الإنتحارية معراج 521، بخفّة الوزن وسهولة الحمل لإستخدامها في المعارك البرية بأفضل وجه ممكن، حيث أن معراج 521 من الممكن ان يحملها شخص واحد. ويتم إطلاق هذه الطائرة بدون طيار من قاذفات صغيرة تحت تصرف المشاة ويمكن لمستخدمها توجيهها إلى الهدف المقصود من خلال الشاشة الموجودة تحت تصرفه. وقد تم تجهيز وحدات الرد السريع التابعة للقوات البرية للحرس الثوري بهذه الطائرة الإنتحارية، حيث ضمت القوات البرية التابعة للحرس الثوري مثل هذه الطائرات المسيرة الجوالة باسم "معراج 521" إلى وحدة (صابرين) التابعة لها.
معراج 214: هي طائرة بدون طيار تُستَخدَم لاستهداف أنظمة الدفاع. وقد جرى تطوير وإجراء تغييرات على هذه الطائرة لتصميم وبناء نموذج إنتحاري جديد أُطلِقَ عليه (معراج 504).
معراج 504: ان طائرة معراج 504 الإنتحارية هي في الواقع جاءت نتيجةً للتغييرات والتحديثات التي أجريت على طائرة (معراج 214)، حيث جرى تطوير معراج 504 من قبل منظمة الجهاد والبحوث للإكتفاء الذاتي التابع للحرس الثوري الإيراني. إن هذه الطائرة تستخدم محرك مكبسي كقوة دافعة، وتصل إلى مدى 100 كيلومتر في الساعة. وقادرة على حمل حمولة متفجرة بزنة 2.5 كيلوغرام. كشف الحرس الثوري الإيراني عام 2022م عن طائرة إنتحارية دون طيار أطلق عليها (معراج 504)، وجاء ذلك خلال معرض أقامه الحرس الثوري في العاصمة الإيرانية طهران. ان تطوير وإجراء تغييرات على طائرة معراج 214 قد أدى إلى إنخفاض كبير في تكلفة تصميم وبناء هذه الطائرة الجديدة الموجودة حالياً لدى القوات البرية التابعة للحرس الثوري الإيراني وتُستَخدَم في سلك العمليات.

## ردود أفعال
إيران
وكالة تسنيم الدولية للأنباء:
ذكرت وكالة تسنيم الدولية للأنباء، أن الطائرة المسيرة (معراج) التابعة للقوات البرية، اجتازت كافة الاختبارات وباتت جاهزة للخدمة.

## معرض الصور

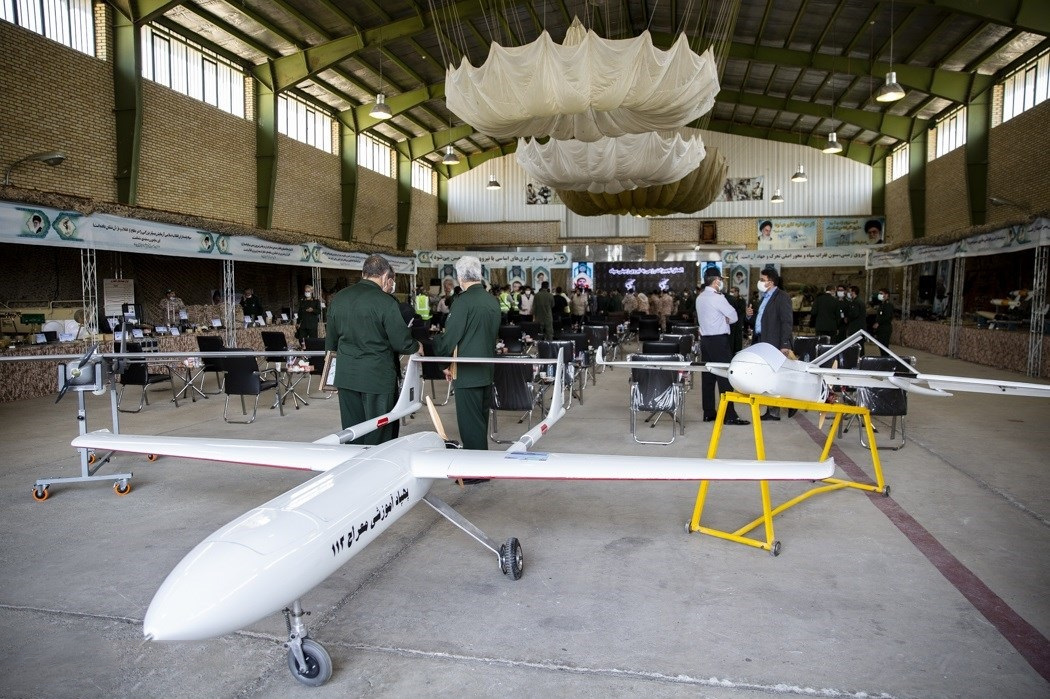
عرض طائرة معراج الاستطلاعية في معرض أسلحة الحرس الثوري الإيراني

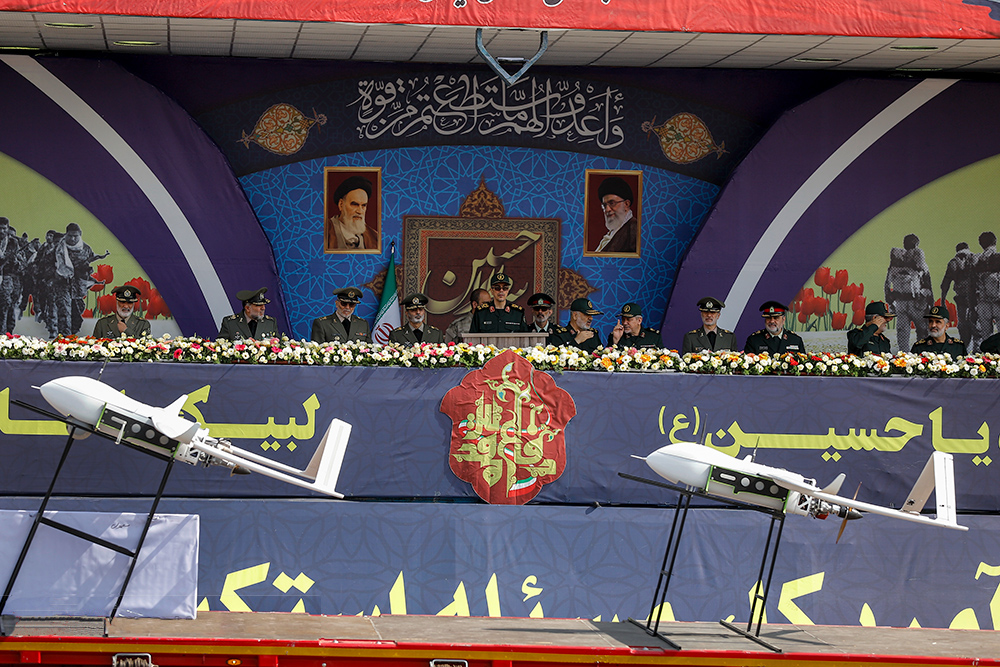
عرض طائرة معراج الاستطلاعية خلال موكب الدفاع المقدس الإيراني لعام 2019م، الذي أقيم جنوب العاصمة الإيرانية طهران